# Temperamento (musica)
In musica, con temperamento si intende un sistema convenzionale proposto per ridurre le differenze che risaltano fra gli intervalli principali delle note, allorché si muta la tonalità o il grado al quale ci si riferisce. Diversi schemi di alterazione di questo tipo sono stati introdotti nella musica europea a partire dal tardo Medioevo, al fine di ottenere una scala musicale più adatta alle esigenze della composizione. Per estensione, sono detti temperamenti le scale musicali risultanti da queste alterazioni. La questione del temperamento è sempre stata al centro dell'interesse dei teorici musicali e spesso è motivo di accesi dibattiti. 

## Storia
Nella musica della Grecia antica (così come nelle principali culture musicali extraeuropee) la coesistenza di scale diverse fu considerata perfettamente naturale e utile ai fini espressivi. La costruzione delle scale musicali poteva avvenire secondo un principio ciclico oppure secondo un principio divisivo. Nel primo caso, derivato dalla pratica dell'accordatura di strumenti come le arpe e le cetre, la scala era ottenuta attraverso una successione di quinte ascendenti e quarte discendenti, che potevano essere intonate esattamente grazie al fenomeno acustico dei battimenti. Il principio divisivo, viceversa, definiva gli intervalli fra i gradi successivi della scala come suddivisione di un intervallo fondamentale (la quarta, nel caso della Grecia antica).
Nell'Europa medioevale i teorici descrissero un solo tipo di scala, costruita con il metodo ciclico e attribuita a Pitagora. A Pitagora si attribuisce tradizionalmente l'osservazione che gli intervalli musicali corrispondono a rapporti numerici (valutati attraverso la divisione del monocordo). Nella scala pitagorica (di sette note) le quinte e le quarte corrispondono esattamente alle frazioni 2/3 e 3/4, rispettivamente, mentre l'intervallo di tono corrisponde a 8/9 e l'intervallo di semitono a 243/256.
Nel corso del Medioevo furono introdotte le note alterate e l'ottava risultò suddivisa in dodici note (scala cromatica), sempre ottenute con il metodo ciclico:
La scala pitagorica cromatica così costruita presenta due peculiarità. La prima è che l'intervallo di tono non risulta diviso in due semitoni uguali (il semitono pitagorico non è la "metà" di un tono), la seconda è che il ciclo delle quinte (e quarte) dopo dodici suoni non si chiude esattamente sulla nota di partenza: l'intervallo residuo è detto comma pitagorico. Queste proprietà derivano entrambe dal fatto che il principio ciclico (basato sul rapporto 2/3) è matematicamente inconciliabile con l'equidivisione dell'ottava (rappresentata dal rapporto 1/2), per la semplice ragione che nessun numero naturale può essere contemporaneamente una potenza intera di 2 e una potenza intera di 3. Il problema si può risolvere con una definizione puramente divisiva della scala, di cui esistono esempi nell'antichità classica, tuttavia fino a tempi molto recenti non esisteva alcun metodo pratico per applicare un criterio divisivo all'accordatura di uno strumento musicale.
Nel corso del XV secolo si afferma nella composizione polifonica un uso sempre più sistematico degli intervalli di terza in accordi non di passaggio (anche se fino alla fine del secolo molti compositori evitano la terza negli accordi finali); la terza maggiore nella scala pitagorica è poco consonante, e i trattatisti della fine del XV secolo riportano per la prima volta l'uso, nell'accordatura degli organi, di "temperare" le quinte (ossia accordarle calanti) verosimilmente allo scopo di ottenere terze maggiori più consonanti, cioè più vicine al rapporto 4/5. Nella scala pitagorica cromatica gli intervalli Fa♯-Si♭ e Do♯-Fa, che a stretto rigore non sono terze maggiori, sono vicinissimi al rapporto 4/5 e forse proprio l'ascolto occasionale di questi intervalli ha innescato la ricerca di un modo per ottenere lo stesso rapporto in corrispondenza delle "vere" terze maggiori.
Nel corso del XVI secolo è largamente attestata dai trattatisti la pratica del temperamento mesotonico, in cui tutte le quinte sono ugualmente calanti e il riferimento per l'accordatura è costituito dall'assenza di battimenti nelle terze maggiori. Questo temperamento era ancora correntemente utilizzato dagli organari inglesi intorno al 1850.
Il temperamento mesotonico, tuttavia, non permette a sua volta di chiudere esattamente il ciclo delle quinte e pertanto produce nella scala un intervallo molto crescente ("quinta del lupo"), usualmente fra le note Sol♯ e Mi♭; più in generale non permette di usare alcune note alterate (se i "tasti neri" sono accordati come Do♯, Mi♭, Fa♯, Sol♯ e Si♭, non possono essere utilizzati per suonare le note Re♭, Re♯, Sol♭, La♭ e La♯). Poiché la composizione musicale, dalla seconda metà del XVI secolo, prevedeva sempre più frequentemente l'uso di più di cinque note alterate (per i cosiddetti "cromatismi" e dal secolo successivo per la modulazione in tonalità diverse), il temperamento mesotonico poneva un problema a cui si cercò talora di ovviare con la costruzione di tastiere in cui alcuni tasti neri erano suddivisi per ottenere separatamente le note Mi♭/Re♯ e Sol♯/La♭ (già il monumentale organo di Lorenzo da Prato nella Basilica di San Petronio a Bologna, 1475, presenta alcuni tasti divisi in questo modo).
Nel 1558 il teorico musicale Gioseffo Zarlino propose una radicale riforma della costruzione della scala musicale, allo scopo di includere i rapporti 4/5 e 5/6 (terza maggiore e minore) come intervalli fondamentali accanto ad ottava, quinta e quarta. Nella scala di Zarlino (o scala naturale) compaiono due diversi intervalli di tono, il tono maggiore (8/9) e il tono minore (9/10).
La scala di Zarlino non è — a rigor di termini — un temperamento, in quanto non è ottenibile con un procedimento ciclico. Inoltre nella scala naturale gli intervalli sono "giusti" solo rispetto alla tonica della scala, altri intervalli (ad esempio Re-La) sono del tutto stonati. Lo stesso Zarlino, in effetti, cita nella sua opera il temperamento mesotonico come schema di accordatura di uso pratico. La proposta di Zarlino fu ulteriormente modificata dal suo discepolo Vincenzo Galilei (padre di Galileo), che propose l'adozione di un semitono corrispondente a 17/18. Nel tentativo di rendere disponibili al musicista gli intervalli giusti (indicati da Zarlino) a partire da qualsiasi nota, furono proposti strumenti a tastiera (archicembalo e arciorgano) in cui erano presenti 31 tasti per ottava: per evidenti motivi tali strumenti non divennero di uso comune.
Il punto di vista di Zarlino e Galilei fu duramente contestato dal matematico e ingegnere fiammingo Simone Stevino, che in un'opera scritta fra la fine del XVI e l'inizio del XVII secolo (rimasta manoscritta) descrisse una scala basata sulla divisione dell'ottava in dodici semitoni uguali. La scala di Stevino, basata su un principio divisivo, non è praticamente ottenibile come "temperamento" in un'accordatura ciclica (per mancanza di intervalli giusti di riferimento); ciononostante, essa è oggi universalmente nota con il nome di temperamento equabile. Gli intervalli di tono e semitono propri della scala di Stevino sono peraltro identici a quelli indicati già da Aristosseno di Taranto (circa 320 a.C.) nella divisione del tetracordo detta "diàtonon syntonon".
Alla ricerca di una soluzione pratica agli inconvenienti del temperamento mesotonico, il tedesco Andreas Werckmeister scoprì nel 1691 che un'accordatura ciclica che contenga cinque quinte "mesotoniche" e sette quinte "giuste" (ossia "pitagoriche") chiude (quasi) perfettamente il ciclo delle quinte e pertanto elimina la "quinta del lupo", permettendo di suonare in tutte le tonalità. Di questo sistema furono introdotte numerose varianti, note in area tedesca come buoni temperamenti e oggi spesso chiamate temperamenti inequabili. Il clavicembalo ben temperato di Bach (1722) fu la prima opera che ne esplorò sistematicamente le potenzialità. È tuttora oggetto di vivaci controversie fra gli studiosi quale temperamento fosse adottato da Bach, ma c'è generale consenso intorno all'idea che Bach intendesse mostrare la superiorità di una qualche variante di temperamento inequabile rispetto al temperamento mesotonico, ancora diffuso ai suoi tempi. Nei sistemi di accordatura "ben temperati", le tonalità hanno caratteri diversi tra di loro, poiché le ampiezze degli intervalli non sono costanti.
Nel corso dei secoli XVIII e XIX un numero crescente di teorici e musicisti sembra considerare i vantaggi del temperamento equabile superiori agli svantaggi dovuti all'assenza di intervalli giusti. Se ancora nel 1754 Giuseppe Tartini giudicava il temperamento equabile un inaccettabile compromesso, già nel 1709 Leibniz scriveva in una lettera a Conrad Henfling:
(Gottfried Wilhelm von Leibniz)
Tuttavia, il temperamento equabile continuava ad essere un riferimento teorico non esattamente realizzabile in pratica. Nel 1743 un geniale artigiano svedese, Daniel Strähle, propose un sistema per dividere geometricamente la tastiera di una chitarra in modo da produrre un'eccellente approssimazione del temperamento equabile, ma questo sistema non fu preso in considerazione a causa della stroncatura da parte del matematico Jacob Faggot (stroncatura basata in realtà su una madornale svista da parte dello stesso Faggot). Solo verso la fine del XIX secolo furono trovati metodi che permettono di realizzare con precisione un'accordatura equabile.
Nei secoli XVII e XVIII diversi autori, fra cui Mersenne, Rameau e d'Alembert, posero la modellizzazione fisico-matematica dei fenomeni acustici (e specificamente la teoria dei suoni armonici) a fondamento della teoria musicale, indicando una spiegazione scientifica della "giustezza" degli intervalli basati su "rapporti semplici", così come erano stati costruiti da Pitagora e Zarlino. Il concetto di intonazione giusta fu successivamente approfondito nei suoi aspetti percettivi da Hermann von Helmholtz. Nel corso del XIX secolo, contemporaneamente all'adozione generalizzata del temperamento equabile, persistono tentativi di realizzare strumenti a tastiera che producano intervalli giusti (ad esempio l'harmonium enarmonico di Bosanquet, 1876), con tasti suddivisi in modo concettualmente simile all'archicembalo descritto nel 1555 da Nicola Vicentino.

## La situazione attuale
In ogni epoca i vari modelli di temperamento costituiscono dei riferimenti teorici che soltanto nell'accordatura di alcuni strumenti (tipicamente, quelli a tastiera come organo, clavicembalo e pianoforte) si cerca di applicare con la massima precisione: tutti gli altri strumenti, così come le voci, nella pratica musicale sfruttano sistematicamente la possibilità di alterare l'altezza dei singoli suoni rispetto al temperamento di riferimento, per avvicinarsi maggiormente all'intonazione giusta o per altre ragioni estetiche o tecniche. Con queste precisazioni, si può affermare che il temperamento universalmente adottato nel XX secolo per l'esecuzione della musica colta occidentale è quello equabile.
Fanno eccezione, a partire dagli anni settanta-ottanta, i complessi musicali specializzati nell'esecuzione "storicamente informata" del repertorio preromantico che hanno ricominciato ad utilizzare le accordature storicamente appropriate: pitagorica per la polifonia prerinascimentale, mesotonica per la musica dei secoli XVI e XVII, inequabile per la musica barocca. Numerosi organi di epoca rinascimentale o barocca sono stati riaccordati secondo temperamenti (e altezza del La) ricostruiti in base all'indagine storica: l'adozione dei temperamenti "antichi" in luogo di quello equabile se da un lato limita il repertorio che può essere eseguito, d'altro lato produce differenze timbriche molto marcate, avvertibili anche da un ascoltatore inesperto.
Gli strumenti musicali elettronici hanno aperto nuove prospettive di uso di scale alternative inclusa la possibilità, a lungo ricercata nel passato, di usare una molteplicità di intervalli (scale microtonali) senza dover ricorrere a tastiere complicate come quelle dell'archicembalo o dell'harmonium enarmonico. Le tastiere elettroniche di produzione più recente includono spesso la possibilità di scegliere fra diverse accordature, di carattere storico o di origine extraeuropea. È stato inoltre prodotto software dedicato alla costruzione e manipolazione di scale musicali, che permette anche di eseguire files MIDI con accordature diverse da quella temperata equabile.

## Confronto tra i temperamenti
La tabella illustra le altezze (espresse in cent) dei gradi della scala maggiore secondo i vari temperamenti.
| Grado della scala | Temperamento equabile | Interv. | Scala naturale | Interv. | Scala pitagorica | Interv. |
| ----------------- | --------------------- | ------- | -------------- | ------- | ---------------- | ------- |
| I                 | 0                     | —       | 0              | —       | 0                | —       |
| II                | 200                   | 200     | 204            | 204     | 204              | 204     |
| III               | 400                   | 200     | 386            | 182     | 408              | 204     |
| IV                | 500                   | 100     | 498            | 112     | 498              | 90      |
| V                 | 700                   | 200     | 702            | 204     | 702              | 204     |
| VI                | 900                   | 200     | 884            | 182     | 906              | 204     |
| VII               | 1100                  | 200     | 1088           | 204     | 1110             | 204     |
| VIII              | 1200                  | 100     | 1200           | 112     | 1200             | 90      |

Come si vede, in tutti e tre i temperamenti l'intervallo di ottava è identico (1200 cent) e sono praticamente uguali anche gli intervalli di quarta (498-500 cent) e di quinta (700-702 cent). Il discorso è ben diverso per gli intervalli di terza maggiore e di sesta maggiore. L'intervallo di terza maggiore naturale vale 386 cent, mentre quello pitagorico è assai crescente: 408 cent; un discorso analogo vale per la sesta. Si può dunque ben capire come mai un intervallo perfettamente consonante secondo la nostra sensibilità come quello di terza maggiore venisse considerato intollerabilmente dissonante agli inizi della polifonia, quando si usava il temperamento pitagorico: la "colpa" era insita nella costruzione pitagorica della scala.
La tabella mostra anche che le approssimazioni introdotte con il temperamento equabile sono più modeste di quelle pitagoriche (l'intervallo di terza maggiore vale 400 cent invece dei 386 cent naturali) e tali da essere ormai ampiamente tollerate. Ciò spiega come mai al nostro orecchio intervalli di terza suonino consonanti anche quando suonati al pianoforte (che è intonato secondo il temperamento equabile).
Nella seguente tabella viene riportato anche il temperamento mesotonico (o tono medio o del quarto di comma), raffrontato con gli altri e le relative proporzioni pitagoriche:
NOTA: in questa tabella sono indicati i rapporti fra frequenze corrispondenti agli intervalli, mentre nella sezione "storica" di questa voce figurano i rapporti inversi (ad esempio 2:3 per la quinta, invece di 3:2), in accordo con il fatto che fino al XVII secolo non si consideravano le frequenze, bensì le lunghezze della corda del monocordo.
| N° semitoni | Nome intervallo                   | Intervallo naturale | Intervalli in cent    | Intervalli in cent | Intervalli in cent | Intervalli in cent       |
| N° semitoni | Nome intervallo                   | Intervallo naturale | Temperamento equabile | Scala naturale     | Scala pitagorica   | Temperamento mesotonico  |
| 0           | Unisono                           | 1:1                 | 0                     | 0                  | 0                  | 0                        |
| 1           | Seconda minore                    | 16:15               | 100                   | 112                | 90                 | 117                      |
| 2           | Seconda maggiore                  | 9:8                 | 200                   | 204                | 204                | 193                      |
| 3           | Terza minore                      | 6:5                 | 300                   | 316                | 294                | 310                      |
| 4           | Terza maggiore                    | 5:4                 | 400                   | 386                | 408                | 386                      |
| 5           | Quarta giusta                     | 4:3                 | 500                   | 498                | 498                | 503                      |
| 6           | Quarta aumentata Quinta diminuita | 45:32 64:45         | Tritono 600           | 590 610            | 612                | 579 621                  |
| 7           | Quinta giusta                     | 3:2                 | 700                   | 702                | 702                | 697 Quinta del lupo: 737 |
| 8           | Sesta minore                      | 8:5                 | 800                   | 814                | 792                | 814                      |
| 9           | Sesta maggiore                    | 5:3                 | 900                   | 884                | 906                | 889                      |
| 10          | Settima minore                    | 16:9                | 1000                  | 996                | 996                | 1007                     |
| 11          | Settima maggiore                  | 15:8                | 1100                  | 1088               | 1110               | 1083                     |
| 12          | Ottava                            | 2:1                 | 1200                  | 1200               | 1200               | 1200                     |